# Kvarndammet, Halland
Kvarndammet är en sjö i Kungsbacka kommun i Halland och ingår i Viskan-Rolfsåns kustområde.